# Lineisy Montero
Lineisy Montero Feliz (8 de febrero de 1996), conocida simplemente como Lineisy Montero, es una modelo dominicana conocida por su trabajo con Prada. También es conocida por su pelo afro natural. Models.com declaró que ella "dominó" la Semana de la Moda primavera/verano 2016 ya que desfiló en 68 eventos diferentes incluyendo Balenciaga, Marc Jacobs, Oscar de la Renta, Roberto Cavalli, Versace y Céline.

## Carrera
En 2015 debutó como modelo exclusiva de Prada. Ese año, figuró en la portada de Teen Vogue. En 2016, apareció en anuncios de Chanel, Givenchy, y H&M Beauty. Ha hecho 18 editoriales para Vogue desde 2016.
En la pasarela, además de ser exclusiva de Prada, ha desfilado para Elie Saab, Valentino, Kenzo, Nina Ricci, LOEWE, Isabel Marant, Balmain, Chloé, Dolce & Gabbana, Marni, Diesel Black Gold, Max Mara, Burberry, Mulberry, Mary Katrantzou, Versus, Michael Kors, Vera Wang, rag & bone, Proenza Schouler, Tommy Hilfiger, Tom Ford, Dior, Louis Vuitton, Stella McCartney, Sonia Rykiel, Giambattista Valli, Mugler, Lanvin, Missoni, Salvatore Ferragamo, Jil Sander, Fendi, Ralph Lauren, Tory Burch, y Lacoste.

## Vida personal
Lineisy es fan de BTS y Harry Potter